# قانون ادعای حق ۱۶۸۹
ٰ
قانون ادعای حق ۱۶۸۹ (انگلیسی: Claim of Right Act 1689) در ماه آوریل در پارلمان اسکاتلند تصویب شد. این قانون یکی از اسناد کلیدی قانون اساسی اسکاتلند بشمار می‌رود.

## پیشینه
ویلیام اورانژ در یک انقلاب شکوهمند در روز ۵ نوامبر سال ۱۶۸۸ با ارتش خود به انگلستان حمله کرد. پادشاه جیمز هفتم پادشاه اسکاتلند، که پادشاه انگلستان و ایرلند تحت نام جیمز دوم نیز بود، سعی کرد در مقابل این یورش مقاومت کند. اما او نماینده‌ای برای مذاکره فرستاد و عاقبت هم در روز ۲۳ دسامبر ۱۶۸۸ از انگلستان فرار کرد. کنوانسیون پارلمان در انگلستان توضیح داد با توجه به اینکه جیمز بعنوان پادشاه انگلستان، دولت را ترک کرده‌است، لذا در روز ۱۳ فوریه ۱۶۸۹ یک لایحه حقوقی به نام اعلامیه حقوق ۱۶۸۹ (به انگلیسی: 1689 English Bill of Rights) صادر کرد و در آن تاج پادشاهی را حق ویلیام و همسرش ملکه ماری دختر جیمز دانست، در این شرایط اسکاتلندی‌ها با یک معضل بزرگتری در قانون اساسی مواجه شدند. چون جیمز در زمان این بحران در اسکاتلند حضور نداشت و در ماه دسامبر از سرزمین اسکاتلند فرار نکرده بود، و کاملاً احتمال داشت که ادعا کند که او تاج پادشاهی اسکاتلند را ترک نکرده‌است.

## روند قانونی
بنابراین کنوانسیون دولت اسکاتلند در روز ۱۶ مارس ۱۶۸۹ با دو تقاضانامه برای تاج پادشاهی مواجه شد. در تاریخ ۴ آوریل آنها با استفاده از مباحث جرج بوشمن در مورد قراردادی بودن ماهیت سلطنت، به برکناری جیمز هفتم از منصبش رأی دادند. بعداً کنوانسیون، ادعای حق و شکایت‌نامه‌ها را پذیرفت، و آنچه را که در عمل دیدند را بعنوان ضرورتهای قانون اساسی معاصر اسکاتلند بحساب آوردند. این حوادث توضیح می‌دهد که جیمز به دلیل اقداماتش در نقض این قوانین در جهت تضعیف تاج پادشاهی اسکاتلند گام برداشته است. تأثیر این ادعای حق «موجب تقویت موضع پارلمان و کاهش دامنه قدرت سلطنت در چارچوب قانون اساسی شد». کنوانسیون بر پایه این اسناد سلطنت را به ویلیام و ماری تقدیم کرد، و او هم در روز ۱۱ ماه مارس سال ۱۶۸۹ آنرا پذیرفت، و ویلیام دوم و ماری دوم بعنوان شاه و ملکه اسکاتلند معرفی شدند.